# دوريس بالمر
دوريس بالمر (بالإنجليزية: Doris Adelaide Palmer)‏ هي عاملة إجتماعية نيوزيلندية، ولدت في 1898، وتوفيت في 1993.